# Wainuia edwardi
Wainuia edwardi är en snäckart som först beskrevs av Suter 1899.  Wainuia edwardi ingår i släktet Wainuia och familjen Rhytididae. Inga underarter finns listade i Catalogue of Life.